# Lac du Bonnet
Lac du Bonnet ist ein Ort mit etwa 1000 Einwohnern (Stand: 2021) in der kanadischen Provinz Manitoba, 85 km ostnordöstlich der Provinzhauptstadt Winnipeg. Lac du Bonnet hat den Status einer „Town“ (vergleichbar einer Kleinstadt). Die Gemeindefläche umfasst 2,26 km². Die Einwohnerentwicklung zwischen 2016 und 2021 war geringfügig abnehmend. Die lokale Bevölkerung spricht den Ortsnamen wie „bonny“ aus.

## Lage
Lac du Bonnet liegt am linken Flussufer des Winnipeg River. Das Stadtgebiet wird von der gleichnamigen Landgemeinde umschlossen. Der Manitoba Highway 11 führt in nördlicher Richtung an Lac du Bonnet vorbei. Nördlich von Lac du Bonnet wird der Winnipeg River zum Lac du Bonnet aufgestaut. Lac du Bonnet verfügt über einen Flugplatz (ICAO: CYAX) mit einer 1100 m langen Asphaltpiste.

## Geschichte
Der See, an welchem der Ort liegt, erhielt seinen Namen um das Jahr 1732 von dem französischen Pelzhändler und Forschungsreisenden Pierre Gaultier de Varennes, sieur de La Vérendrye. Offenbar erinnerte ihn die Gestalt des Sees an ein Bonnet. Zwischen 1926 und 1937 war Lac du Bonnet Stützpunkt des ersten Geschwaders der Royal Canadian Air Force. Während den Waldbränden in Manitoba im Mai 2025 musste Lac du Bonnet evakuiert werden.

## Veranstaltungen
Am 1. Juli findet jährlich die „Canada Day“-Parade mit Feuerwerk, Fahrgeschäften, Autoshow und Bingo statt. Darüber hinaus finden in der Regel zahlreiche weitere Veranstaltungen der Gemeinde statt.
Im November werden die Straßen weihnachtlich beleuchtet, Kinder können den Weihnachtsmann besuchen und es wird ein Weihnachtsbaum aufgestellt.
Es gibt ausgewiesene Schneemobilstrecken zum Lac du Bonnet und spezielle Parkplätze für Schneemobilfahrer sowie fünf Wärmehütten. Die Instandhaltung der Strecken wird von Freiwilligenorganisationen übernommen.
An einem Wochenende Anfang März werden im Fluss 1000 Löcher für das lokale Eisfischer-Derby gebohrt.
Das jährliche „Fire & Water Music Festival“ findet am langen Augustwochenende statt. Künstler aus dem ganzen Land kommen, um ihre Musik zu präsentieren.

## Erster Luftpostflug in Manitoba
Am Lac du Bonnet fand am 4. Oktober 1927 der erste Luftpostflug in Manitoba statt. An dieses Ereignis erinnert eine Gedenktafel auf der Ostseite der Park Avenue an der 3rd Street neben dem Parkplatz. Laut der Gedenktafel handelte es sich bei dem Flug um etwa 39 kg Post, die von Lac du Bonnet nach Bissett und Wadhope transportiert wurde.